# Zilla Huma Usman
Zilla Huma Usman (?, 16 september 1971 - Lahore, 20 februari 2007) was een Pakistaanse politica die het slachtoffer werd van een moordaanslag. Ze stond bekend om haar inzet voor de emancipatie van de vrouw. 
Opgeleid in de politieke wetenschappen aan de universiteit van Punjab te Lahore, kwam ze bij de verkiezingen van 2002 in de volksvertegenwoordiging van de provincie Punjab terecht.
Als een soort staatssecretaris belast met planning en ontwikkeling was ze van augustus 2003 tot november 2006 op pad. Sinds 1 december 2006 was ze minister van sociale zaken van de provincie Punjab.

## Moord
Bij een openingsceremonie van een reünie van haar politieke partij - de Pakistaanse Moslimliga van president Pervez Musharraf - in Gujranwala (250 km ten zuidoosten van Islamabad gelegen), pleegde een moslimextremist, Ghulam Sarwar geheten, een dodelijke aanslag op haar.  Als redenen voor zijn - religieus gemotiveerde - daad gaf hij op dat hij vond dat Usman de islamitische kledingvoorschriften niet voldoende eerbiedigde (ze droeg geen sluier) en zijn weerzin tegen haar activiteiten die zij op het gebied van de vrouwenemancipatie ontplooide. De dader die in 2006 uit de gevangenis was ontslagen, wordt ervan verdacht in het verleden twaalf prostituees te hebben vermoord. Hij is overgedragen aan de CIA.
Zilla Huma Usman werd per vliegtuig naar een ziekenhuis in Lahore vervoerd waar zij op 35-jarige leeftijd op de operatietafel kwam te overlijden.